# میشا جورکائف
میشا جورکائف (فرانسوی: Micha Djorkaeff‎؛ زادهٔ ۲۴ مارس ۱۹۷۴) بازیکن فوتبال در پست هافبک فرانسوی ارمنی‌تبار است. وی برادر یوری ژورکائف و پسر ژان ژورکائف است.

## باشگاهی
از باشگاه‌هایی که در آن بازی کرده‌است می‌توان به لوتون تاون و کایزرسلاوترن اشاره کرد.